# Doyen de Bristol

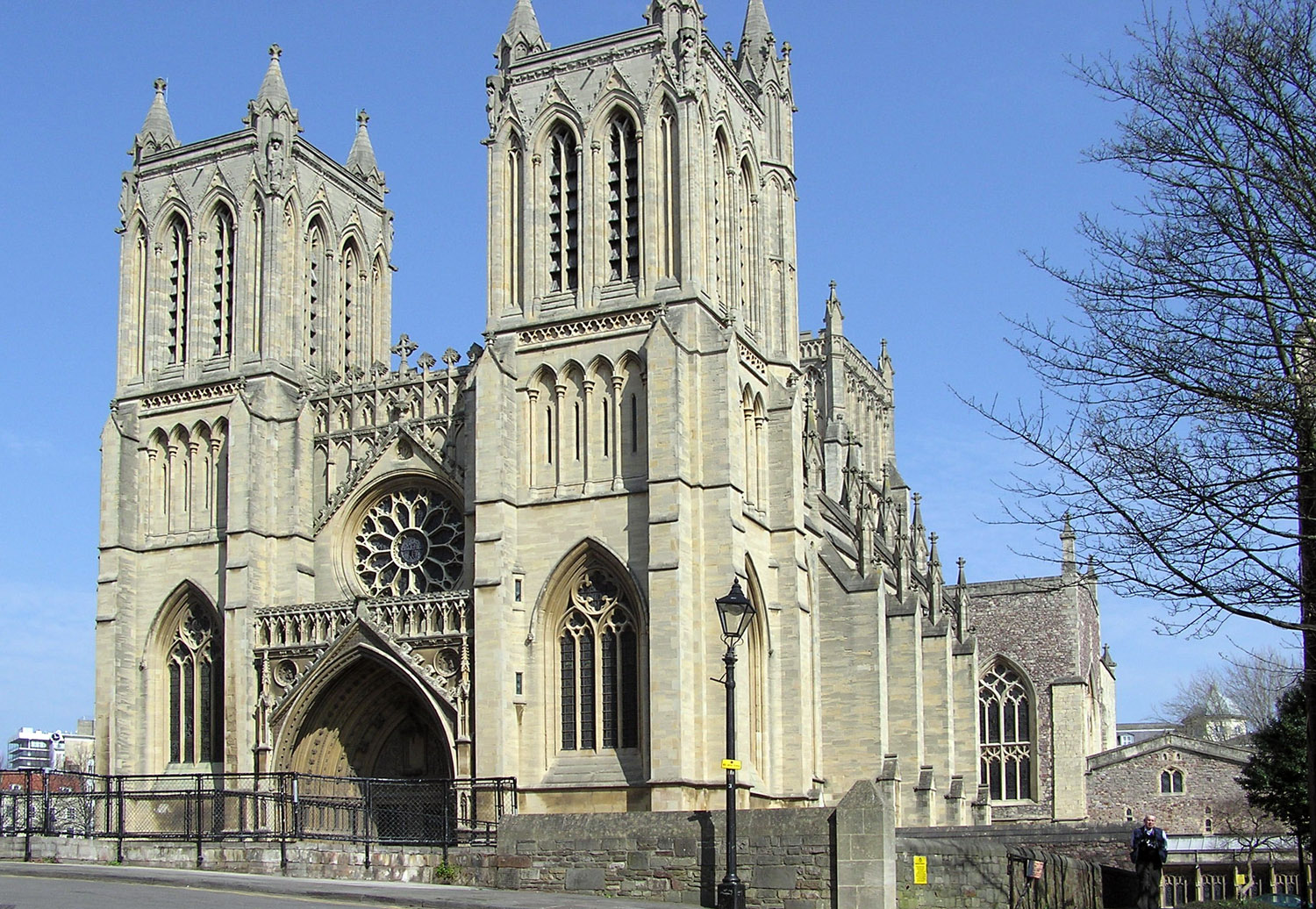
L'entrée ouest de la cathédrale de Bristol.

Le doyen de Bristol (Dean of Bristol en anglais) est le chef (primus inter pares - premier parmi ses pairs) et le président du chapitre des chanoines, le corps dirigeant de la cathédrale de Bristol. Le doyen actuel est le "très révérend" David Hoyle , dont la nomination a été approuvée par Élisabeth II le 22 décembre 2009 et qui a été installé à la cathédrale le 29 mai 2010.

## Liste des doyens
| - 1542–1551 William Snow (auparavant dernier prieur de Bradenstoke) - 1551–1552 John Whiteheare ou Whythere - 1552–1554 George Carew (privé) - 1554–1559 Henry Joliffe (privé) - 1559–1580 George Carew (restauré) - 1580–1590 John Sprint - 1590–1598 Anthony Watson - 1598–1617 Simon Robson - 1617–1639 Edward Chetwynd - 1639–1660 Matthew Nicholas (ensuite Doyen de St Paul's, 1660) - 1660–1667 Henry Glemham - 1667–1683 Richard Towgood - 1683–1684 Samuel Crossman - 1684–1685 Richard Thompson - 1685–1694 William Levett - 1694–1708 George Royse - 1708–1730 The Hon Robert Booth - 1730–1739 Samuel Creswick (ensuite Doyen de Wells) - 1739–1757 Thomas Chamberlayne - 1757–1760 William Warburton - 1760–1761 Samuel Squire (ensuite Évêque de St David's, 1761) - 1761–1763 Francis Ayscough - 1763–1780 Cutts Barton - 1763–1799 John Hallam | - 1800–1803 Charles Layard - 1803–1810 Bowyer Sparke - 1810–1813 John Parsons - 1813–1837 Henry Beeke - mai–octobre 1837 Thomas Musgrave - 1837–1850 John Lamb - 1850–1891 Gilbert Elliot - 1891–1916 Francis Pigou - 1916–1921 Basil Wynne Willson (ensuite Évêque de Bath et Wells, 1926) - 1922–1926 Edward Burroughs (ensuite Évêque de Ripon, 1926) - 1926–1933 Henry de Candole - 1934–1951 Harry Blackburne - c. 1951–1957 Evered Lunt (ensuite Suffragan Évêque de Stepney, 1957) - 1957–1972 Douglas Harrison - 1973–1987 Horace Dammers - 1987–1997 Wesley Carr (prêtre) (ensuite Doyen de Westminster, 1997) - 1997–2009 Robert Grimley - 2009–2010 Andrew Tremlett; doyen intérimaire - 2010– David Hoyle |

## Sources
- British History — Houses of Augustinian canons
- British History — Deans of Bristol